# 宮内義彦
宮内 義彦（みやうち よしひこ、1935年（昭和10年）9月13日 - ）は、日本の実業家。兵庫県神戸市出身。米ワシントン大学経営学部大学院修士課程修了。
オリックス社長、会長、グループCEOを歴任した。プロ野球・パ・リーグに加盟するオリックス・バファローズの前オーナー。著書もいくつか書いており、『“明日”を追う【私の履歴書】』『グッドリスクをとりなさい！』『私の経営論』『私の中小企業論』『私のリーダー論』などがある。

## 経歴
父の義作は神戸の米国人商館に出入りする木材輸入商社に勤務する貿易商だった。
神戸市立成徳国民学校（現神戸市立成徳小学校）を経て、山口県玖珂郡大畠町に疎開。鳴門国民学校（現柳井市立鳴門小学校）、佐用町立佐用小学校、関西学院中学部・高等部を経て、1958年関西学院大学商学部卒業。在学中はグリークラブに所属する。1960年、ワシントン大学大学院経営学部修士課程修了（MBA）。
1960年8月、日綿實業（のちのニチメン。日商岩井と経営統合して現在の双日となる。）入社。調査部配属。海外統括部、オリエント・リース設立準備事務所を経て、1964年4月、オリエント・リース（現オリックス）入社。
日綿實業は、当時アメリカでニュー・ビジネスとして急成長しつつあったリース業への進出を図っていた。そこで、リース業を学ぶために社員の派遣を決定。ただ1人選ばれたのが20代の宮内だった。帰国して、新会社オリエント・リースの創設メンバーとして出向。13名中の最年少だったが、唯一、リース業の本質を知る人間として社長の誤りさえ遠慮なく指摘し、実務を担った。さらに3年後の1967年、リース業の本質を理解しない本社頼りの営業からの訣別も主導。顧客の独自開発を担う開発課初代課長に就任。本社からの“独立戦争”を主導した宮内自身も本社に戻らず、出向の身分から新会社に籍を移した。
1967年6月、企画課長兼大阪本社開発課長兼東京支店開発課長。
1969年、社長室長。1970年3月、取締役。
1980年12月、代表取締役社長 に就任。その後、代表取締役社長 兼 グループCEOに。
2000年4月1日、代表取締役会長 兼 グループCEO に就任。
2003年6月25日、取締役 兼 代表執行役会長・グループCEO。
2014年6月24日、取締役 兼 代表執行役会長・グループCEOを退任。グループCEOを井上亮に譲り、新設のシニア・チェアマンに就き、経営陣への助言などを行う。また、オリックス・バファローズの球団オーナーなどは続投する。
2022年1月、今シーズン限りをもってオリックス・バファローズのオーナーを退任することを公表した。この年、オリックス・バファローズは26年ぶりの日本一に輝き、オーナーとして最後のシーズンを胴上げで締めくくった。

## 役職

### 会社役員
- オリエント・リース→オリックス
  - 1970年3月 - ：取締役
  - 1980年12月 - ：代表取締役社長
  - - 2000年3月31日：代表取締役社長 兼 グループCEO
  - 2000年4月1日 - 2003年6月25日：代表取締役会長 兼 グループCEO
  - 2003年6月25日 - 2014年6月24日：取締役 兼 代表執行役会長・グループCEO
  - 2014年6月24日 - ：シニア・チェアマン
- オリックス・ブレーブス→オリックス・ブルーウェーブ→オリックス・バファローズ オーナー（1988年11月4日 - 2023年1月1日）
- 昭和シェル石油 社外取締役（2003年3月 - 2014年3月27日）
- ACCESS 社外取締役（2006年4月 - ）
- 三菱UFJ証券ホールディングス株式会社 社外取締役（2015年6月 - ）
- カルビー 社外取締役（2017年6月21日 - ）
- ラクスル株式会社 社外取締役（2019年10月 - ）
- 株式会社ニトリホールディングス 社外取締役（2020年5月 - ）[10]

### 各種団体役員
- 一般社団法人日本経済団体連合会 元副議長
- 一般社団法人日本取締役協会 会長
- 公益財団法人新日本フィルハーモニー交響楽団 理事長
- 一般財団法人NHKインターナショナル 評議員[11]
- 一般社団法人外国人雇用協議会 顧問[12]
- 学校法人関西学院 理事
- 特定非営利活動法人大学経営協会 理事長[13]
- 特定非営利活動法人万年野党 理事長
- 学校法人日本大学 顧問[14]

### その他
- 神戸大使「日本人の応援団」（2002年5月14日 - ）

## 人物
- 大学生のとき、中学受験の後は高・大とずっとエスカレーター進学し、受験に束縛されることなくのんびりと学生生活を送っていることに突然不安を感じ[4]、突然「このままではいけない！」と猛勉強に励んだ[4]。その後、大学の授業に加え、パルモア学院という英会話の専門学校で英語を特訓した[4]。さらに、それに加えて、グリークラブにも熱心に活動していたため、朝から晩までスケジュールはビッシリだった[4]。大学3年のとき、ハードな生活がたたって体調を崩し[4]、6ヶ月間も家で療養したが、友人に助けられ休学せずに進級できた[4]。友人は、ノートだけでなく出席までとっていたため、試験を受けるだけで留年せずにすんだという[4]。大学4年では、卒業後に留学を希望していたため、いっそう英語の勉強にはげんだ[4]。体をこわしてから、パルモア学院もグリークラブもやめたので、勉強に益々集中できたという[4]。
- 経済同友会時代の人脈、また出身の神戸ゆかりの人脈から、元日本郵政公社総裁の生田正治や、ザ・アールの奥谷禮子らと親しい。
- 選択的夫婦別姓制度導入に賛同する。「夫婦同姓は日本の伝統文化だと言っても、一般に広まったのは近代的な婚姻制度が整った明治以降に過ぎない」「法的婚姻をすることで、社会生活をする上で不便に耐えたり、または好ましい使い慣れた姓を捨てさせたりするところまで強制力を持つ社会は窮屈で非寛容」と述べている[15]。

## 政治活動

### 政府の規制改革会議議長などを歴任

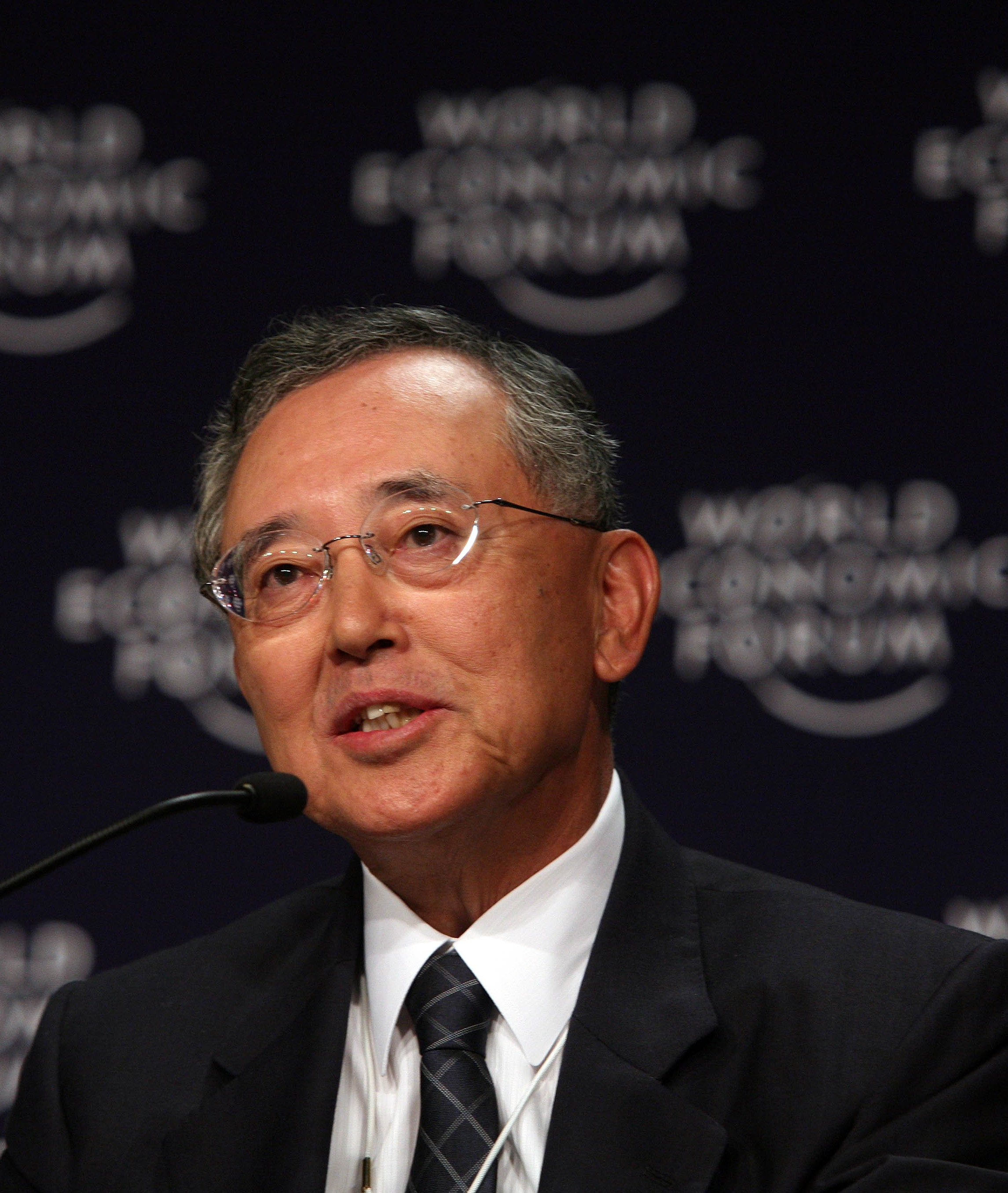
2008年9月27日、天津市での世界経済フォーラム夏季総会にて（歳）

- 豊かな暮らし部会（1991年、部会長は首相・細川護煕）
- 規制緩和小委員会（1996年）→ 行政改革推進本部・規制緩和委員会→行政改革推進本部・規制改革委員会→総合規制改革会議→規制改革・民間開放推進会議 議長（2006年）

政界と強力なコネクションを持ち、規制改革関連の審議会の長を10年以上歴任した。
小泉内閣での 総合規制改革会議 で、2002年には、製造業における労働者派遣事業の解禁を内閣に答申した。
また郵政民営化なども審議されていたが、後に答申は経済財政諮問会議に一元化されることとなり、規制改革会議の意向は議長の宮内がまとめて経済財政諮問会議に伝えていくことになった。なお、この間、内閣府設置法に基づく規則で定められた議事録が3年間にわたって「作成しておらず、保有していない」ため、2011年に不開示決定が行われたが、その後審査請求がなされ再度探索した結果、2013年４月に45回分（全46回中、最終回である2003年度第13回を除く）の速記録とみられる文書が「発見」された。。内閣府設置法の総合規制改革会議令に基づく同会議運営規則は「議長は議事録を作成し、一定の期間を経過した後に公表する」と定めている。同会議は2004年3月末で廃止され、宮内会長が引き続き議長を務める「規制改革・民間開放推進会議」に引き継がれた。

### 建設省解体論
宮内は、1996年夏に長野県・軽井沢町で開催された経済同友会のセミナーで、「建設省を解体すべきだ」「公共事業関係費の七割が建設省関連で、高速道路に花を植えたり、河川はコンクリートの護岸を引き剥がして石積みにしたりしている。投資先の優先順を考えて、建設省の存在を再考するべきである」と発言し、拍手喝采を浴びた。これに対して、中尾栄一・建設大臣は、「最近は、変わったことを言って興味を引こうとする目立ちたがり屋の若い財界人が多い」と応酬した。

### かんぽの宿・払い下げ問題
2009年1月6日に日本郵政が保養・宿泊施設「かんぽの宿」70施設をオリックス子会社のオリックス不動産に譲渡する契約について、日本郵政の所管大臣である鳩山邦夫総務大臣（当時）は、「オリックスの宮内会長は規制改革会議の議長をやり、郵政民営化の議論もそこでされた。そこに一括譲渡となると、国民が出来レースではないかと受け取る可能性がある」との発言や、森永卓郎による「かんぽの宿売却問題は大疑獄事件の一端である」 との批判が出た。これにより一括譲渡は見送られた。宮内はこの一件について「日本郵政の第三者委員会は報告書をまとめ、落札価格の問題点を指摘しなかった」「かんぽの宿は毎年赤字を続け、国に負担をかけ続けるに至った」とし、「まさに風評被害だった」と述懐している。

### 派遣切りとの関連
宮内が政府に進言した労働者派遣事業の規制緩和の結果として、今日の非正規雇用者が抱える「派遣切り」などの社会問題を生んだとの指摘がある。民主党衆議院議員にして当時の民主党次の内閣・雇用担当大臣だった城島光力と激しく対立。城島の院内での発言に対して「総合規制改革会議および関係委員の名誉をそこなうような結果となったことは、不当であり極めて遺憾であり、本書面をもって厳重に抗議する」との文書 を「総合規制改革会議議長 宮内義彦」の名義で城島に送付した。これについて、サンデー毎日は、「民主党議員を激怒させた高圧的文言」という題名にて報道した。行政の一部機関の者が役職名をもって立法府の一員である衆議院議員宛に抗議文を送付することは前代未聞の出来事であり、この抗議文については、城島が質問主意書を提出した。

### NHKとの関連
海老沢勝二が任期途中でNHK会長を辞任した半年後の2005年7月14日、規制改革・民間開放推進会議議長として、NHKの受信料制度見直しに取り組む方針を決定した。議長が宮内から草刈隆郎に替わったこともあり、論議は進展しなかった。その後、宮内は一般財団法人NHKインターナショナルの評議員に就任した。

## 社会活動

### 国際な政治・経済活動
パシフィックフォーラム CSISの日本在住理事を務める。

### 球団オーナーとして
財界一の野球好きとして知られる。少年時代からの野球好きを自認し、還暦を超えてなお草野球で投手を務める程である。1988年オフ、翌年4月1日に社名を「オリエント・リース」から「オリックス」に改めるのに合わせ阪急電鉄から阪急ブレーブスを買収し、それ以降オリックスの球団オーナーを務めている。
阪急ブレーブスの買収から33年目となった2022年1月に今シーズン限りでオーナー職を退くことを公表した。オリックスはこの年、パ・リーグ優勝と日本シリーズでは東京ヤクルトスワローズとの激戦を制し、1996年以来26年ぶりかつ大阪近鉄バファローズとの球団合併以降として初の日本一となった。オーナー退任が決まっている宮内は神宮球場での優勝決定試合も観戦し、優勝が決定すると監督の中嶋聡に続き、選手・スタッフから胴上げを受けている。

#### プロ野球再編
2004年のプロ野球再編問題では、オリックス・ブルーウェーブと大阪近鉄バファローズの合併を主導した。これによってリーグの球団数を削減してプロ野球を再編しようという方針を打ち出し、全球団の合意を得た。しかし選手会側の猛反発に遭う。この結果、球界はプロ野球ストライキという空前の大混乱に陥った。